# Melastoma pubescens
Melastoma pubescens är en tvåhjärtbladig växtart som beskrevs av Reinier Cornelis Bakhuizen van den Brink. Melastoma pubescens ingår i släktet Melastoma och familjen Melastomataceae. Inga underarter finns listade i Catalogue of Life.